# Ataxie de Charlevoix-Saguenay
L’ataxie de Charlevoix-Saguenay, ou ataxie spastique de type Charlevoix-Saguenay, ou ARSACS (de l'anglais : Autosomal recessive spastic ataxia of Charlevoix-Saguenay) est une maladie neurologique, évolutive et héréditaire, Même si plus fréquents initialement dans ces régions, des cas d’ARSACS se retrouvent dans le monde entier. L’ ARSACS est la deuxième ataxie récessive la plus répandue après les ataxies de Friedrich.

## Étiologie
Mutation du gène  SACS  (en) 604490 localisé sur le locus q12  du chromosome 13 codant la sacsine.

## Conseil génétique

### Mode de transmission
- Transmission autosomique récessive

## Sources
- (fr) Dystrophie musculaire Canada
- (en) Online Mendelian Inheritance in Man, OMIM (TM). Johns Hopkins University, Baltimore, MD. MIM Number:  270 550
- (en) GeneTests: Medical Genetics Information Resource (database online). Copyright, University of Washington, Seattle. 1993-2005